# José Palma
José Palma y Velásquez (3 giugno 1876 – 12 febbraio 1903) è stato un poeta filippino.
Faceva parte della redazione dell'Independence nel momento in cui scrisse Filippine, una poesia patriottica in spagnolo. Il componimento è stato adattato alla melodia strumentale "Marcia nazionale filippina" di Julián Felipe, e da allora è stato la base dell'inno nazionale filippino, Lupang Hinirang.

## Primi anni
Jose nacque a Tondo il 3 giugno 1876, ultimo figlio di Don Hermogenes Palma e di Hilaria Velasquez. Il fratello maggiore era il politico, intellettuale e giornalista Rafael Palma.
Dopo aver completato gli studi primari. Palma continuò gli studi presso l'Ateneo Municipale . Durante il suo soggiorno, migliorò gradualmente le sue capacità componendo versi. Una delle sue prime opere fu La cruz de sampaguitas (" La croce dei gelsomini ") del 1893. Nello stesso anno ebbe una breve relazione sentimentale, ostacolata dai genitori di lei.

## IlKatipunan
Mentre le attività rivoluzionarie clandestine si intensificavano, Palma dedicò il suo tempo alla composizione di altre poesie. Nel 1894 si unì al Katipunan. Nel 1899, allo scoppio della guerra filippino-americana, si unì alle forze rivoluzionarie del colonnello Rosendo Simón e combatté nelle battaglie di Ángeles e Bambán.

## Independencia
Infine entrò nella redazione del giornale l' della sezione in lingua tagalog del'Independencia  un giornale rivoluzionario, per combattere gli americani, poiché non poteva farlo sul campo di battaglia.

### Scrittura diFilippine
Infine Palma scrisse l'ode spagnola  Filipinas nella casa della signora Roman G. vda. de Favis presso la stazione nel quartiere di Nibaliw, Bayambang. 
Le parole alla fine vennero adattate alla melodia strumentale del compositore Julián Felipe, "Marcha nacional filipina", composta un anno prima per la dichiarazione di indipendenza delle Filippine a Kawit, Cavite.

## Morte
José morì a causa della tubercolosi il 12 febbraio 1903, all'età di 26 anni. Il luogo della sua sepoltura è tutt'ora ignoto, ma si crede che i suoi resti siano sepolti nella chiesa di Maria Clara della Chiesa filippina indipendente

## Galleria d'immagini

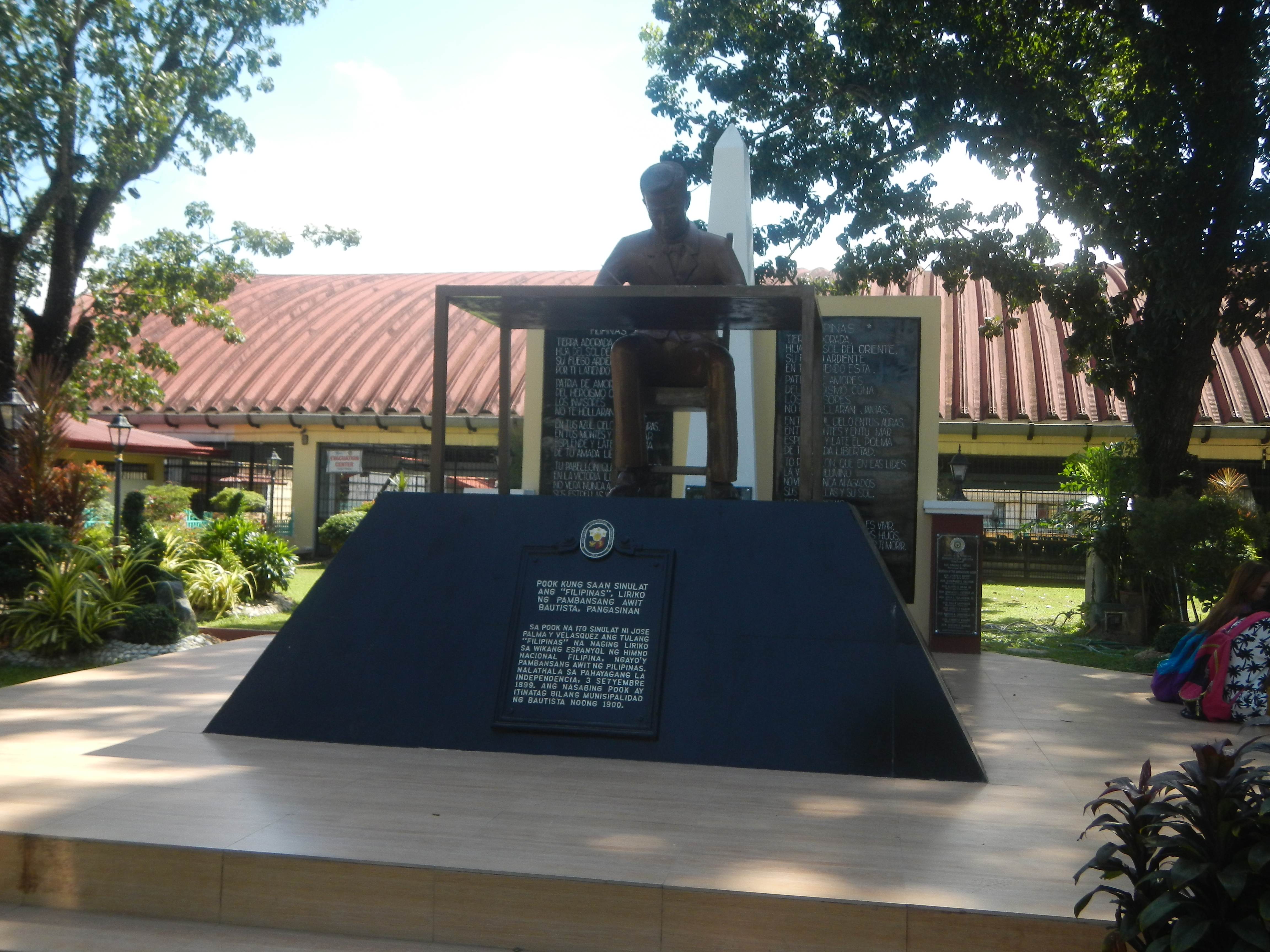
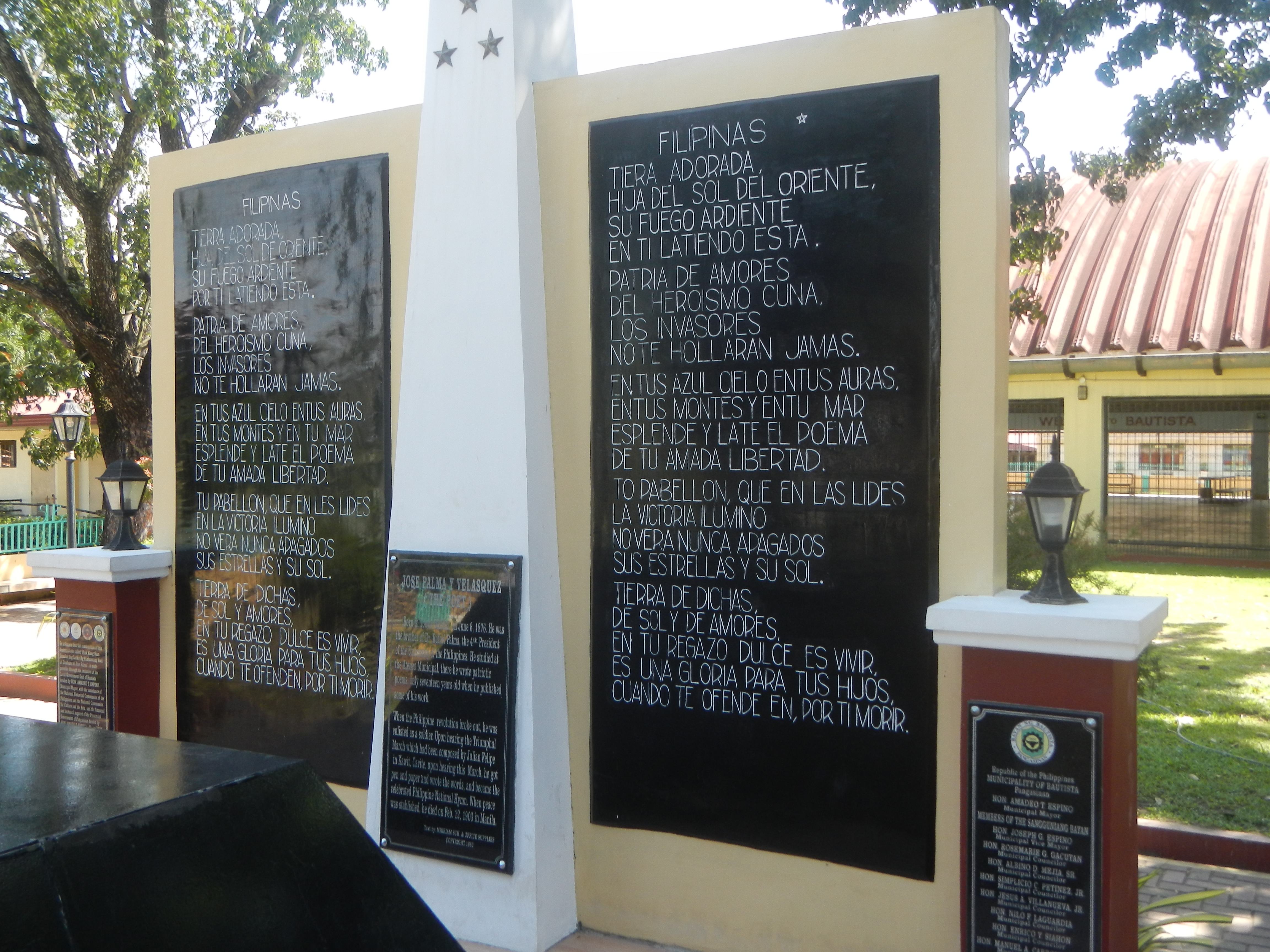
Filippine
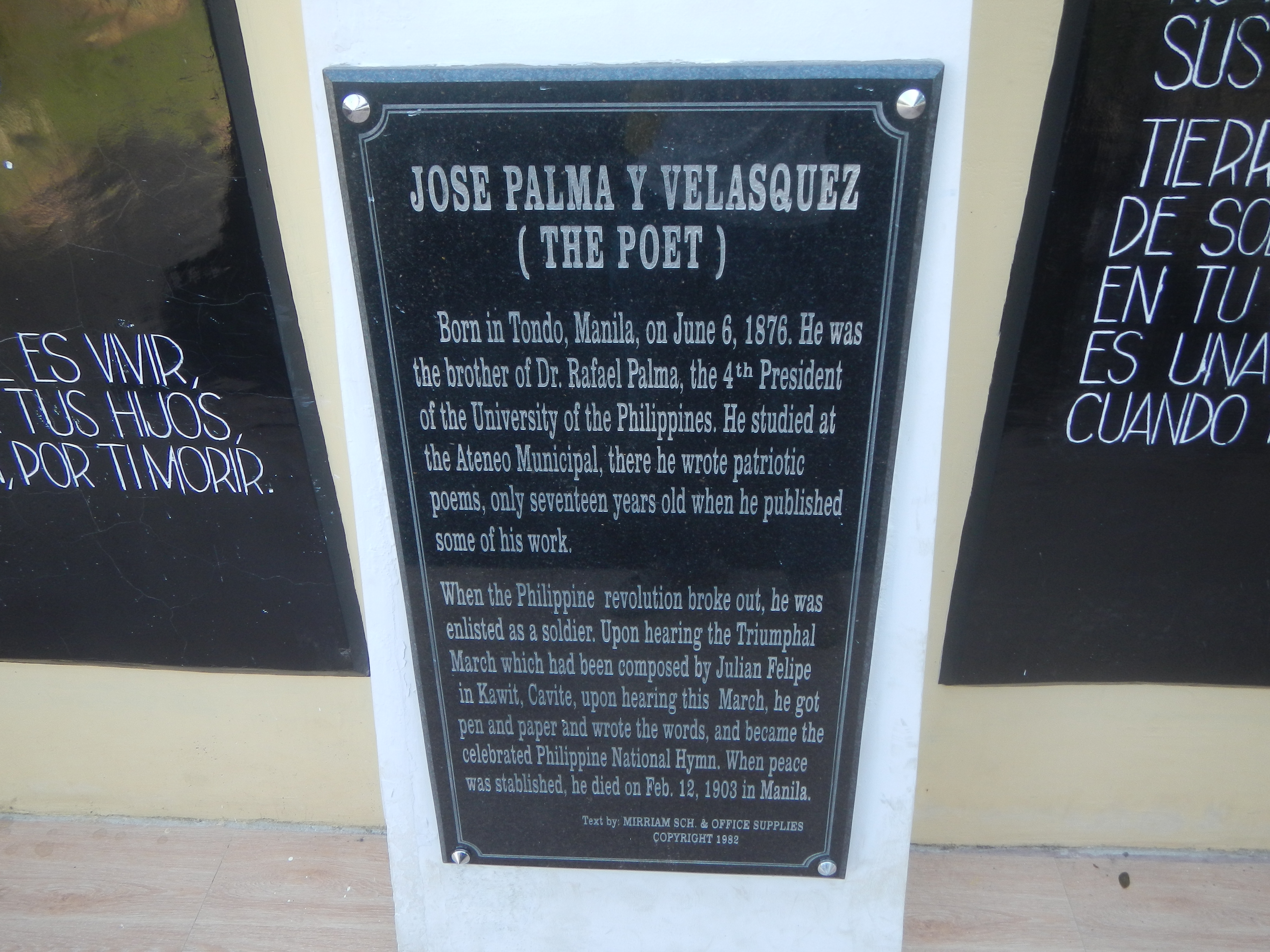
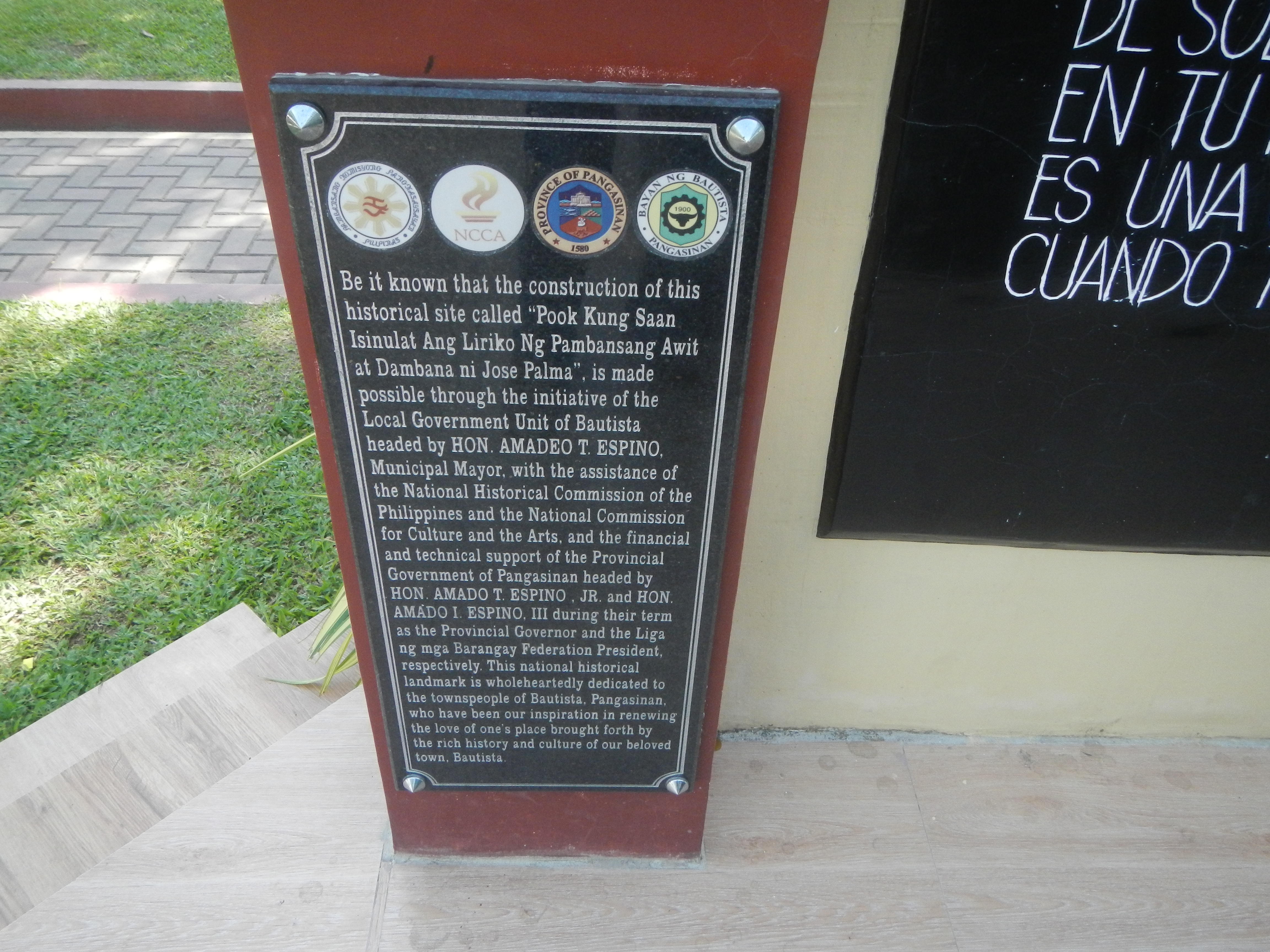